# Mythimna straminea
Mythimna straminea es una polilla de la familia Noctuidae. Se encuentra en la parte occidental de la ecozona paleártica, entre ellos Marruecos, Europa, Turquía, el Cáucaso, Israel y el Líbano.
La envergadura es de 32 a 40 mm. Los adultos vuelan entre junio y agosto dependiendo de la ubicación.
Las larvas se alimentan Phragmites y Phalaris.